# Giovanni Villifranchi
Giovanni Villifranchi (Volterra, ... – 1614) è stato un drammaturgo e poeta italiano vissuto tra il XVI e i primi anni del XVII secolo.

## Biografia
Del letterato volterrano Villifranchi ci sono giunte poche informazioni, salvo che fu sacerdote e lavorò alle dipendenze del duca di Bracciano, Virginio Orsini, con lincarico di segretario.
Fu autore teatrale non originalissimo, le prime due opere che propose sono di genere favolistico, il dramma pastorale Astrea portata sulle scene veneziane nel 1594 e la più tarda Amaranta del 1610, si ispirano espressamente all'Aminta del Tasso e al Pastor fido di Battista Guarini.
Ciò non impedì a quest’ultima di essere ben accolta dal pubblico. 
Altra opera derivativa tassesca è anche la tragedia Altamoro.
Tra gli ulteriori lavori che ricalcano modelli celebri, oltre che prediletto Tasso troviamo anche l'Ariosto, si possono annoverare alcune favole sceniche. Si possono ricordare anche una commedia, alcuni testi che il Villifranchi compose per il teatro sacro e due canti di quello che doveva essere un poema, Il Colombo, dati alle stampe nel 1602.
Sebbene non si può negare al Villifranchi una certa notorietà, si può affermare che si trattò di popolarità riflessa.
Perse la vita mentre si trovava in navigazione diretto a Napoli su una galera.

## Opere
- Astrea, Venezia 1594;
- Il Colombo, Firenze, 1602;
- Amaranta, Venezia, 1610;
- La cortesia di Leone e di Ruggiero;
- Gli amori di Armida;
- La fuga d'Erminia;
- La Sofronia;
- Tragedia del martirio dei Santi Carissimo;
- Dolcissimo e Crescenzio, Firenze 1612;
- La fida Turca, Firenze, 1614.